# Brezje Vivodinsko
Brezje Vivodinsko falu Horvátországban, a Károlyváros megyében. Közigazgatásilag Ozalyhoz tartozik.

## Fekvése
Károlyvárostól 25 km-re, községközpontjától  10 km-re északnyugatra a Zsumberki-hegység területén fekszik.

## Története
Nevének utótagját onnan kapta, hogy a vivodinai Szent Lőrinc plébániához tartozik.
A falunak 1857-ben 116, 1910-ben 114 lakosa volt. A trianoni békeszerződésig Zágráb vármegye Jaskai járásához tartozott. 2011-ben 8 lakosa volt.

## Lakosság
| Lakosság változása | Lakosság változása | Lakosság változása | Lakosság változása | Lakosság változása | Lakosság változása | Lakosság változása | Lakosság változása | Lakosság változása | Lakosság változása | Lakosság változása | Lakosság változása | Lakosság változása | Lakosság változása | Lakosság változása | Lakosság változása |
| ------------------ | ------------------ | ------------------ | ------------------ | ------------------ | ------------------ | ------------------ | ------------------ | ------------------ | ------------------ | ------------------ | ------------------ | ------------------ | ------------------ | ------------------ | ------------------ |
| 1857               | 1869               | 1880               | 1890               | 1900               | 1910               | 1921               | 1931               | 1948               | 1953               | 1961               | 1971               | 1981               | 1991               | 2001               | 2011               |
| 116                | 132                | 118                | 116                | 104                | 114                | 116                | 124                | 109                | 98                 | 84                 | 88                 | 58                 | 51                 | 20                 | 8                  |